# Saison 2 de Vampire Diaries
Chronologie
Saison 1 Saison 3
Cet article présente les 
22 épisodes de la deuxième saison de la série télévisée américaine Vampire Diaries (The Vampire Diaries).

## Généralités
L'ensemble de cette deuxième saison est centré sur le personnage de Katherine Pierce, dont l'histoire est révélée tout au long des épisodes de cette saison et qui constitue le centre de la plupart des intrigues. Cette ligne narrative permet d'introduire de nouveaux personnages, tandis que la mythologie de la série dérive lentement du personnage de Katherine à celui de Klaus, l'un des vampires originels et l'antagoniste principal de la fin de saison. 
D'autre part, la mythologie de la série, qui se limitait jusque-là aux vampires, commence à intégrer de nouvelles créatures. Cette mythologie se précise et dévoile peu à peu la direction que la série s'apprête à prendre ainsi que ses conséquences au niveau des principales intrigues tandis que la dynamique relationnelle de certains personnages évolue. 
L'un des principaux acteurs quitte la série à l'issue de cette saison.

### Synopsis
Dans cette saison, Katherine est de retour à Mystic Falls, chamboulant le triangle Stefan/Elena/Damon. Caroline devient vampire et Tyler, loup-garou. Bonnie devient une sorcière redoutable. Stefan et Damon se retrouvent confrontés à Elijah Mikaelson qui se trouve être un vampire originel mais également le grand frère de Klaus qui est le plus puissant de tous. Elena se retrouve en danger quand Klaus souhaite briser la malédiction de la lune et du soleil. Elena parvient à survivre mais perd un être cher lors du sacrifice. La jeune femme se rapproche de Damon. Stefan part avec Klaus, et Jeremy peut désormais voir les fantômes.

## Distribution

### Acteurs principaux
- Nina Dobrev (VF : Caroline Lallau) : Elena Gilbert / Katherine Pierce
- Paul Wesley (VF : Stéphane Pouplard) : Stefan Salvatore
- Ian Somerhalder (VF : Cédric Dumond) : Damon Salvatore
- Steven R. McQueen (VF : Fabrice Fara) : Jeremy Gilbert
- Sara Canning (VF : Barbara Beretta) : Jenna Sommers
- Katerina Graham (VF : Stéphanie Hédin) : Bonnie Bennett
- Candice Accola (VF : Fily Keita) : Caroline Forbes
- Zach Roerig (VF : Yann Peira) : Matt Donovan
- Michael Trevino (VF : Maël Davan-Soulas) : Tyler Lockwood
- Matt Davis (VF : Alexis Victor) : Alaric Saltzman

### Acteurs récurrents
- Susan Walters (VF : Ariane Deviègue) : Carol Lockwood (13 épisodes)
- Daniel Gillies (VF : Arnaud Arbessier) : Elijah Mikaelson / Smith (épisodes 8 à 11, 14 à 16 et 18 à 22 - 12 épisodes)
- Marguerite MacIntyre (VF : Emmanuèle Bondeville) : le shérif Elizabeth « Liz » Forbes (8 épisodes)
- Lauren Cohan (VF : Marie Giraudon) : Rosemary « Rose » (épisodes 8 à 12)
- Michaela McManus (VF : Françoise Cadol) : Julia (Jules en VO) (6 épisodes)
- David Anders (VF : Vincent Ropion) : Jonathan « John » Gilbert
- Tiya Sircar : Aimee Bradley
- Bryton James (VF : Paolo Domingo) : Luka Martin
- Randy J. Goodwin (VF : Daniel Lobé) : Jonas Martin
- Joseph Morgan (VF : Sébastien Desjours) : Klaus Mikaelson (épisodes 19 à 22)
- Taylor Kinney (VF : Thomas Roditi) : Mason Lockwood (épisodes 1 à 6)
- Dawn Olivieri (VF : Laurence Dourlens) : Andie Star (4 épisodes)

### Invités
- Terri James (VF : Sandra Valentin) : infirmière Haynes (épisode 2)
- Courtney Ford (VF : Elisabeth Ventura) : Vanessa Monroe (épisode 3)
- Maiara Walsh : Sarah (épisodes 5 et 7)
- Natashia Williams (en) : Lucy Bennett (épisode 7)
- Trent Ford (VF : Grégory Quidel) : Trevor (épisodes 8, 9 et 19)
- Stephen Amell (VF : Anatole de Bodinat) : Brady (épisode 13 et 14)
- Lisa Tucker (en) (VF : Céline Mauge) : Greta Martin (épisodes 19 à 21)
- Kayla Ewell (VF : Marie-Eugénie Maréchal) : Victoria « Vicki » Donovan (épisode 22)
- Malese Jow (VF : Olivia Luccioni) : Annabelle « Anna » (épisode 22)

## Liste des épisodes

### Épisode 1:Que la partie commence
- États-Unis : 9 septembre 2010 sur The CW
- France : 
  - 9 septembre 2011 sur Canal+ Family[1],[2]
  - 30 juin 2012 sur NT1[3]
- Belgique : 30 octobre 2011 sur La Deux[4]
- Québec : 8 novembre 2011 sur V
- Suisse : 12 janvier 2012 sur TSR2[5]

- États-Unis : 3,35 millions de téléspectateurs[6] (première diffusion)
- France : 406 000 téléspectateurs (première diffusion)

- Marguerite MacIntyre (Shérif Elizabeth Forbes)
- David Anders (John Gilbert)
- Taylor Kinney (Mason Lockwood)
- Susan Walters (Carol Lockwood)

Après qu'il a été poignardé, Elena découvre John agonisant dans la cuisine. Elle appelle la police mais craint que son agresseur rôde encore. 
Pendant ce temps, à l'hôpital, Caroline ne va pas bien du tout. Liz demande de l'aide à Damon. Celui-ci propose par ailleurs à Elena de donner de son sang à Caroline pour la sauver. 

### Épisode 2:La Première Nuit
Pour les articles homonymes, voir Brave New World.
- États-Unis : 16 septembre 2010 sur The CW
- France : 
  - 9 septembre 2011 sur Canal+ Family[2]
  - 30 juin 2012 sur NT1
- Belgique : 30 octobre 2011 sur La Deux[4]
- Québec : 15 novembre 2011 sur V
- Suisse : 12 janvier 2012 sur TSR2[5]

- États-Unis : 3,04 millions de téléspectateurs[7] (première diffusion)
- France : 410 000 téléspectateurs (première diffusion)

- Terri James (Infirmière Haynes)
- Susan Walters (Carol Lockwood)
- B.J. Britt (Carter)
- Taylor Kinney (Mason Lockwood)

Après avoir été agressée dans sa chambre d'hôpital, Caroline se réveille en sursaut, tenaillée par la faim. 
Plus tard, à la fête foraine, Elena s'interroge avec Bonnie sur son double venu du passé, Katherine. 

### Épisode 3:Nouvelle Lune
- États-Unis : 23 septembre 2010 sur The CW
- France : 
  - 9 septembre 2011 sur Canal+ Family[2]
  - 30 juin 2012 sur NT1
- Belgique : 6 novembre 2011 sur La Deux[4]
- Québec : 22 novembre 2011 sur V
- Suisse : 19 janvier 2012 sur TSR2[8]

- États-Unis : 3,57 millions de téléspectateurs[9] (première diffusion)
- France : 350 000 téléspectateurs (première diffusion)

- Taylor Kinney (Mason Lockwood)
- Courtney Ford (Vanessa Monroe)
- Susan Walters (Carol Lockwood)
- Tiya Sircar (Aimee Bradley)

Elena, Damon et Stefan entament des recherches sur les Lockwood. Ils font appel à Alaric. Celui-ci leur apprend qu'à part les vampires, il existe également des loups-garous. 
Pendant ce temps, Tyler découvre les ruines d'une propriété des Lockwood dans la forêt. Il se rend dans le sous-sol et y prend des photos. Tyler a, en effet, trouvé là des chaînes et des traces de griffes dans la pierre. 

### Épisode 4:Le Pacte secret
- États-Unis : 30 septembre 2010 sur The CW
- France : 
  - 16 septembre 2011 sur Canal+ Family[2]
  - 30 juin 2012 sur NT1
- Belgique : 6 novembre 2011 sur La Deux[4]
- Québec : 29 novembre 2011 sur V
- Suisse : 19 janvier 2012 sur TSR2[8]

- États-Unis : 3,18 millions de téléspectateurs[10] (première diffusion)
- France : 410 000 téléspectateurs (première diffusion)

- Evan Gamble (Henry)
- Brad James (Acteur)
- Taylor Kinney (Mason Lockwood)
- Simon Miller (George Lockwood)

Katherine parvient à prendre possession de l'esprit de Stefan et lui fait certaines révélations. Elle lui rappelle le premier bal des fondateurs qui a été organisé, en 1864, en l'honneur de George Lockwood.

### Épisode 5:La Meilleure Défense
- États-Unis : 7 octobre 2010 sur The CW
- France : 
  - 16 septembre 2011 sur Canal+ Family[2]
  - 7 juillet 2012 sur NT1
- Belgique : 13 novembre 2011 sur La Deux[4]
- Québec : 6 décembre 2011 sur V
- Suisse : 26 janvier 2012 sur TSR2[11]

- États-Unis : 3,47 millions de téléspectateurs[12] (première diffusion)
- France : 340 000 téléspectateurs (première diffusion)

- Susan Walters (Carol Lockwood)
- Taylor Kinney (Mason Lockwood)
- Justin Geer (Jimmy)
- Jason Giuliano (Off. Jess)
- Tiya Sircar (Aimee Bradley)
- Maiara Walsh (Sarah)
- Marguerite MacIntyre (Shérif Elizabeth Forbes)

Elena s'est retrouvée face à son double venu du passé, Katherine Pierce, dont le retour avait été provoqué par son père (oncle) John. La parfaite ressemblance qu'il y a entre elles ne manque pas de troubler Elena. 

### Épisode 6:Plan B
- États-Unis : 21 octobre 2010 sur The CW
- France : 
  - 16 septembre 2011 sur Canal+ Family[2]
  - 7 juillet 2012 sur NT1
- Belgique : 13 novembre 2011 sur La Deux[4]
- Suisse : 26 janvier 2012 sur TSR2[11]
- Québec : 24 mai 2013 sur V

- États-Unis : 3,62 millions de téléspectateurs[13] (première diffusion)
- France : 340 000 téléspectateurs (première diffusion)

- Marguerite MacIntyre (Shérif Elizabeth Forbes)
- Susan Walters (Carol Lockwood)
- Taylor Kinney (Mason Lockwood)

Jenna commence à avoir des doutes sur le petit jeu auquel se livrent depuis un moment Stefan et Elena. Tous deux feignent en effet de se disputer pour induire Katherine en erreur mais Jenna n'est pas dupe.
Par ailleurs, Caroline passe du temps avec sa mère. Après lui avoir révélé son secret, la jeune fille devenue vampire tente de renouer des liens avec sa mère. 

### Épisode 7:Tous contre elle
- États-Unis : 28 octobre 2010 sur The CW
- France : 
  - 23 septembre 2011 sur Canal+ Family[2]
  - 7 juillet 2012 sur NT1
- Belgique : 20 novembre 2011 sur La Deux[4]
- Suisse : 2 février 2012 sur TSR2[14]
- Québec : 31 mai 2013 sur V

- États-Unis : 3,55 millions de téléspectateurs[15] (première diffusion)
- France : 450 000 téléspectateurs (première diffusion)

- Natashia Williams (Lucy)
- Tiya Sircar (Aimee Bradley)
- Maiara Walsh (Sarah)
- Susan Walters (Carol Lockwood)
- Jackie Prucha (Miss Flowers)

Katherine menace Caroline et exige que les frères Salvatore lui rendent la pierre de lune tant convoitée. Stefan et Damon, soutenus par Bonnie, Jeremy et Alaric, tombent d'accord pour attendre le bal masqué de Mystic Falls avant de lancer leur attaque contre Katherine et s'en débarrasser définitivement. 
Alors qu'Elena reste chez elle pour s'occuper de Jenna, Katherine usurpe son identité lors du bal et s'y rend accompagnée par une vieille amie, Lucy. Aidée par une sorcière, Katherine réussit à ensorceler Elena. 

### Épisode 8:Rose
- États-Unis : 4 novembre 2010 sur The CW
- France : 
  - 23 septembre 2011 sur Canal+ Family[2]
  - 7 juillet 2012 sur NT1
- Belgique : 20 novembre 2011 sur La Deux[4]
- Suisse : 2 février 2012 sur TSR2[14]
- Québec : 7 juin 2013 sur V

- États-Unis : 3,63 millions de téléspectateurs[16] (première diffusion)
- France : 500 000 téléspectateurs (première diffusion)

- Daniel Gillies (Elijah)
- Lauren Cohan (Rose)
- Trent Ford (Trevor)

Stefan et Damon se portent au secours d'Elena et, par la même occasion, recueillent des informations précieuses sur le passé. 
Jeremy aide Bonnie, épuisée par le lancement d'un puissant sortilège.

### Épisode 9:Instinct de survie
- États-Unis : 11 novembre 2010 sur The CW
- France : 
  - 23 septembre 2011 sur Canal+ Family[2]
  - 14 juillet 2012 sur NT1
- Belgique : 27 novembre 2011 sur La Deux[4]
- Suisse : 9 février 2012 sur TSR2[17]
- Québec : 14 juin 2013 sur V

- États-Unis : 3,5 millions de téléspectateurs[18] (première diffusion)
- France : 380 000 téléspectateurs (première diffusion)

- Daniel Gillies (Elijah)
- Randy J. Goodwin (Joanes)
- Lauren Cohan (Rose)
- Trent Ford (Trevor)
- Bryton James (Luka)
- Trevor Peterson (Slater)

Elena manque les cours pour se rendre au cimetière, où elle offre à Katherine une bouteille de sang, en échange de la vérité sur les doubles et la malédiction de Petrova. 

### Épisode 10:Sacrifices
- États-Unis : 2 décembre 2010 sur The CW
- France : 
  - 30 septembre 2011 sur Canal+ Family[2]
  - 14 juillet 2012 sur NT1
- Belgique : 27 novembre 2011 sur La Deux[4]
- Suisse : 9 février 2012 sur TSR2[17]
- Québec : 21 juin 2013 sur V

- États-Unis : 3,46 millions de téléspectateurs[19] (première diffusion)
- France : 380 000 téléspectateurs (première diffusion)

- Lauren Cohan (Rose)
- Taylor Kinney (Mason Lockwood)
- Daniel Gillies (Elijah)
- Bryton James (Luka Martin)
- Trevor Peterson (Slater)

Stefan et Damon envisagent d'aller récupérer la pierre de lune pour lever la malédiction.
Pendant ce temps, Caroline et Tyler, voyant la nouvelle lune approcher, explorent la tombe se trouvant sous la propriété des Lockwood. Ils découvrent le journal de Mason et les vidéos de ses transformations. 

### Épisode 11:Jouer avec le feu
- États-Unis : 9 décembre 2010 sur The CW
- France : 
  - 30 septembre 2011 sur Canal+ Family[2]
  - 14 juillet 2012 sur NT1
- Belgique : 4 décembre 2011 sur La Deux[4]
- Suisse : 16 février 2012 sur TSR2[20]
- Québec : 28 juin 2013 sur V

- États-Unis : 3,16 millions de téléspectateurs[21] (première diffusion)
- France : 400 000 téléspectateurs (première diffusion)

- Lauren Cohan (Rose)
- Michaela McManus (Jules)
- Daniel Gillies (Elijah)
- Bryton James (Luka Martin)
- Randy J. Goodwin (Dr Jonas Martin)
- Susan Walters (Carol Lockwood)

La pleine lune approche et Caroline aide Tyler à se préparer pour sa transformation. Elle reste à ses côtés jusqu'à ce qu'il se montre agressif. Avant de subir sa transformation, Tyler essaie de joindre son oncle, Mason.

### Épisode 12:Sans issue
- États-Unis : 27 janvier 2011 sur The CW
- France : 
  - 30 septembre 2011 sur Canal+ Family[2]
  - 21 juillet 2012 sur NT1
- Belgique : 4 décembre 2011 sur La Deux[4]
- Suisse : 16 février 2012 sur TSR2[20]
- Québec : 5 juillet 2013 sur V

- États-Unis : 3,33 millions de téléspectateurs[22] (première diffusion)
- France : 297 000 téléspectateurs (première diffusion)

- David Anders (John Gilbert)
- Michaela McManus (Jules)
- Marguerite MacIntyre (Shérif Elizabeth Forbes)
- Ahna O'Reilly (Jessica)
- Anna Enger (Dana)
- Jason Ferguson (Eddie)
- Lauren Cohan (Rose)

Stefan contacte Isobel et John Gilbert pour en apprendre davantage sur Klaus. 

### Épisode 13:Amitiés contre-nature
- États-Unis : 3 février 2011 sur The CW
- France : 
  - 7 octobre 2011 sur Canal+ Family[2]
  - 21 juillet 2012 sur NT1
- Belgique : 11 décembre 2011 sur La Deux[4]
- Suisse : 23 février 2012 sur TSR2[23]
- Québec : 12 juillet 2013 sur V

- États-Unis : 3,22 millions de téléspectateurs[24] (première diffusion)
- France : 350 000 téléspectateurs (première diffusion)

- David Anders (John Gilbert)
- Michaela McManus (Jules)
- Randy J. Goodwin (Dr Jonas Martin)
- Stephen Amell (Brady)
- Dawn Olivieri (Andie Star)
- Susan Walters (Carol Lockwood)

John est de retour à Mystic Falls, ce qui n'est pas pour plaire à Elena, Jenna et Damon. 
Julia réunit sa meute de loups-garous. Ensemble, ils prennent Caroline en otage.

### Épisode 14:Aux grands maux
- États-Unis : 10 février 2011 sur The CW
- France : 
  - 7 octobre 2011 sur Canal+ Family[2]
  - 28 juillet 2012 sur NT1
- Belgique : 11 décembre 2011 sur La Deux[4]
- Suisse : 23 février 2012 sur TSR2[23]
- Québec : 19 juillet 2013 sur V

- États-Unis : 2,79 millions de téléspectateurs[25] (première diffusion)
- France : 294 000 téléspectateurs (première diffusion)

- David Anders (John Gilbert)
- Michaela McManus (Jules)
- Daniel Gillies (Elijah)
- Stephen Amell (Brady)
- Dawn Olivieri (Andie Star)
- Erik Stocklin (Stevie)
- Bryton James (Luka Martin)
- Susan Walters (Carol Lockwood)

Stefan et Elena partent en week-end dans une maison au bord d'un lac appartenant aux Gilbert mais ne réalisent pas qu'ils ont été suivis.
Damon se rend à une réunion de la Société historique de Mystic Falls afin de trouver des réponses auprès d'Elijah, mais celui-ci ne révèle rien.
Jenna craint qu'Alaric ne soit pas honnête envers elle.

### Épisode 15:Dîner entre ennemis
- États-Unis : 17 février 2011 sur The CW
- France : 
  - 7 octobre 2011 sur Canal+ Family[2]
  - 28 juillet 2012 sur NT1
- Belgique : 18 décembre 2011 sur La Deux[4]
- Suisse : 1er mars 2012 sur TSR2[26]
- Québec : 26 juillet 2013 sur V

- États-Unis : 3,07 millions de téléspectateurs[27] (première diffusion)
- France : 350 000 téléspectateurs (première diffusion)

- David Anders (John Gilbert)
- Daniel Gillies (Elijah)
- Bryton James (Luka Martin)
- Randy J. Goodwin (Dr Jonas Martin)
- Dawn Olivieri (Andie Star)
- Arielle Kebbel (Lexi Branson)
- Kelly Finley (Honoria Fell)
- Daniel Thomas May (Thomas Fell)
- Joe Knezevich (Jonathan Gilbert)

Toujours dans la maison au bord du lac, Elena lit le journal intime de son ancêtre, John Gilbert, et en apprend un peu plus sur les Salvatore. Elle découvre notamment que John et sa famille ont été tués par Stefan Salvatore, alors qu'ils pensaient s'être débarrassés de tous les vampires en brûlant l'église. Stefan lui explique alors qu'à l'époque, il était bien pire que Damon. 

### Épisode 16:Les Flammes de la vengeance
- États-Unis : 24 février 2011 sur The CW
- France : 
  - 14 octobre 2011 sur Canal+ Family[2]
  - 4 août 2012 sur NT1
- Belgique : 18 décembre 2011 sur La Deux[4]
- Suisse : 1er mars 2012 sur TSR2[26]
- Québec : 2 août 2013 sur V

- États-Unis : 2,98 millions de téléspectateurs[28] (première diffusion)
- France : 353 000 téléspectateurs (première diffusion)

- Daniel Gillies (Elijah)
- Bryton James (Luka Martin)
- Randy J. Goodwin (Dr Jonas Martin)
- Mia Kirshner (Isobel Flemming)

Le sort dont Katherine était victime est enfin levé, et elle cherche à prouver sa bonne volonté à son entourage ; elle se fait passer pour Elena en s'habillant pareille qu'elle. 
Alors que Luka pénètre chez les Salvatore et tente de ramener Elijah à la vie, Damon l'attaque.

### Épisode 17:Leurs vrais visages
- États-Unis : 7 avril 2011 sur The CW
- France : 
  - 14 octobre 2011 sur Canal+ Family[2]
  - 4 août 2012 sur NT1
- Belgique : 25 décembre 2011 sur La Deux[4]
- Suisse : 8 mars 2012 sur TSR2[29]
- Québec : 9 août 2013 sur V

- États-Unis : 2,73 millions de téléspectateurs[30] (première diffusion)
- France : 400 000 téléspectateurs (première diffusion)

- Mia Kirshner (Isobel Flemming)
- David Anders (John Gilbert)
- Marguerite MacIntyre (Shérif Elizabeth Forbes)
- Gino Anthony Pesi (Maddox)
- Susan Walters (Carol Lockwood)
- Michael Roark (Cowboy)

Elena et Alaric s'en prennent à John, car le retour inattendu d'Isobel bouleverse Jenna. Celle-ci était la seule à ignorer qu'elle était vivante. 

### Épisode 18:Dernier Recours
- États-Unis : 14 avril 2011 sur The CW
- France : 
  - 14 octobre 2011 sur Canal+ Family[2]
  - 11 août 2012 sur NT1
- Belgique : 25 décembre 2011 sur La Deux[4]
- Québec : 16 août 2013 sur V

- États-Unis : 2,81 millions de téléspectateurs[31] (première diffusion)
- France : 294 000 téléspectateurs (première diffusion)

- Daniel Gillies (Elijah)
- Marguerite MacIntyre (Shérif Elizabeth Forbes)
- Gino Anthony Pesi (Maddox)
- Anna Enger (Dana)
- Terrence Gibney (Mr Henry)

Une soirée dansante sur le thème des années 60 est prévue au lycée. Elena et Bonnie décident de s'y rendre, malgré la menace qui plane. 
Klaus s'est emparé du corps d'Alaric pour mieux détourner l'attention.
Elena devient seule et unique propriétaire de la maison des Salvatore et peut donc, si elle le souhaite, en refuser l'entrée. 

### Épisode 19:Klaus
- États-Unis : 21 avril 2011 sur The CW
- France : 
  - 21 octobre 2011 sur Canal+ Family[2]
  - 11 août 2012 sur NT1
- Belgique : 1er janvier 2012 sur La Deux[4]
- Suisse : 15 mars 2012 sur TSR2[32]
- Québec : 23 août 2013 sur V

- États-Unis : 2,7 millions de téléspectateurs[33] (première diffusion)
- France : 350 000 téléspectateurs (première diffusion)

- Daniel Gillies (Elijah)
- Joseph Morgan (Klaus)
- Trent Ford (Trevor)
- Dawn Olivieri (Andie Star)
- Lisa Tucker (Greta Martin)
- Gino Anthony Pesi (Maddox)
- Susan Walters (Carol Lockwood)

Elena est prête à tout pour empêcher Bonnie de se sacrifier. Elle retire la dague du corps d'Elijah et le ramène à la vie afin de trouver un nouvel arrangement avec lui. Il lui révèle que la malédiction du soleil et de la lune n'existe pas mais que la véritable malédiction concerne Klaus, être hybride mi-vampire mi-loup mais dont le côté loup est en sommeil. On apprend également qu'Elijah est le demi-frère de Klaus et qu'il était amoureux de Katherine, l'ayant même aidée à s'enfuir pour que Klaus ne la sacrifie pas. 
Les frères Salvatore sont très mécontents qu'Elena ait agi dans leur dos. Ils réagissent tous deux de manière différente : si Stefan décide de laisser Elena libre de ses choix, Damon souhaiterait la protéger en l'empêchant d'approcher Elijah. Furieux que personne ne se range de son avis, il manque de tuer Andy, mais se ressaisit au dernier moment et lui crie de fuir avant qu'il ne pète les plombs. 
De son côté, Klaus utilise le corps d'Alaric pour s'introduire chez Jenna. Cette dernière finit par apprendre la vérité sur l'existence des vampires et des lycanthropes et est extrêmement choquée par toutes ces révélations. 

### Épisode 20:Le Dernier Jour
- États-Unis : 28 avril 2011 sur The CW
- France : 
  - 21 octobre 2011 sur Canal+ Family[2]
  - 18 août 2012 sur NT1
- Belgique : 1er janvier 2012 sur La Deux[4]
- Suisse : 15 mars 2012 sur TSR2[32]
- Québec : 30 août 2013 sur V

- États-Unis : 2,68 millions de téléspectateurs[34] (première diffusion)
- France : 321 000 téléspectateurs (première diffusion)

- Joseph Morgan (Klaus)
- Daniel Gillies (Elijah)
- Michaela McManus (Jules)
- Marguerite MacIntyre (Shérif Elizabeth Forbes)
- Lisa Tucker (Greta Martin)
- Gino Anthony Pesi (Maddox)
- Susan Walters (Carol Lockwood)

Damon est déterminé à empêcher Klaus de mettre son plan à exécution et à protéger Elena. Son frère n'est pas d'accord sur la manière de défendre la jeune femme. 
Un appel de sa mère pousse Tyler à revenir à Mystic Falls. Le jeune homme se retrouve pris bien malgré lui dans les événements qui ont lieu alors que la pleine lune approche. 

### Épisode 21:Le soleil se couche
- États-Unis : 5 mai 2011 sur The CW
- France : 
  - 28 octobre 2011 sur Canal+ Family[2]
  - 18 août 2012 sur NT1
- Belgique : 8 janvier 2012 sur La Deux[4]
- Suisse : 22 mars 2012 sur TSR2[35]
- Québec : 6 septembre 2013 sur V

- États-Unis : 2,84 millions de téléspectateurs[36] (première diffusion)
- France : 350 000 téléspectateurs (première diffusion)

- Joseph Morgan (Klaus)
- Daniel Gillies (Elijah)
- David Anders (John Gilbert)
- Michaela McManus (Jules)
- Lisa Tucker (Greta)

Alors que la pleine lune arrive, Elena tente de se préparer pour contrecarrer les plans de Klaus. Sa vie et celle de Jenna sont en très grand danger. Leurs familles et amis cherchent à les sauver par tous les moyens possibles et à éliminer Klaus, mais les événements prennent rapidement une tournure dramatique. 

### Épisode 22:Aux portes de la mort
- États-Unis : 12 mai 2011 sur The CW
- France : 
  - 28 octobre 2011 sur Canal+ Family[2]
  - 25 août 2012 sur NT1
- Belgique : 8 janvier 2012 sur La Deux[4]
- Suisse : 22 mars 2012 sur TSR2[35]
- Québec : 13 septembre 2013 sur V

- États-Unis : 2,86 millions de téléspectateurs[37] (première diffusion)
- France : 412 000 téléspectateurs (première diffusion)

- Daniel Gillies (Elijah)
- Joseph Morgan (Klaus)
- Bianca Lawson (Emily Bennett)
- Marguerite MacIntyre (Shérif Elizabeth Forbes)
- Susan Walters (Carol Lockwood)

Alors que Mystic Falls accueille une projection en plein air du film « Autant en emporte le vent », Damon mêle ses souvenirs de Katherine en 1864 à la réalité avec Elena. 
Le shérif Forbes fait une grave erreur en tentant de protéger ses ouailles.
Plusieurs vies se retrouvent à présent en danger avec un rituel étrange.

## Informations sur le coffret DVD et Blu-ray
- Intitulé du DVD : Vampire Diaries - Saison 2
- Éditeur : Warner Home Video
- Format d'image : Couleur, plein écran, 16/9 (compatible 4/3), PAL, 1,78 : 1
- Audio : Dolby Digital 2.0
- Langues : Français, Anglais
  - Sous-titres : Français, Espagnol
- Nombres d'épisodes : 22
- Nombres de disques : 5
- Durée : 924 minutes
- Bonus :
- Dates de sortie :
  -  États-Unis : 30 août 2011[38]
  -  Québec : 30 août 2011 (Région 1)
  -  France : 5 septembre 2012
  -  Belgique : 9 mai 2012